# LaVerne Jones-Ferrette
LaVerne Jones-Ferrette (Frederiksted, 16 september 1981) is een sprintster uit de Amerikaanse Maagdeneilanden. Viermaal nam ze deel aan de Olympische Spelen, maar won hierbij geen medailles.

## Biografie
Jones-Ferrette is nationaal recordhoudster op de 100 m, de 200 m en de 400 m. Op de Olympische Spelen van Athene werd Jones-Ferrette op de 100 m in de tweede ronde uitgeschakeld in een tijd van 11,44 s. Ook op de 200 m eindigde haar olympisch avontuur in de tweede ronde, ditmaal in een tijd van 23,09. In 2006 behaalde ze in een tijd van 11,50 een zilveren medaille op de 100 m op de Centraal-Amerikaanse en Caribische Spelen (achter Tahesia Harrigan).
Op de Olympische Spelen van 2008 in Peking sneuvelde LaVerne Jones-Ferrette op de 100 m in de kwartfinale met een tijd van 11,55. Op de 200 m werd ze eveneens in de kwartfinale uitgeschakeld met een tijd van 23,37.
Op 19 december 2010 werd bekendgemaakt, dat LaVerne Jones enige tijd geschorst was geweest wegens het gebruik van doping. Door haar zwangerschap had ze dit enige tijd verborgen weten te houden. Haar positieve plas werd afgenomen op 16 februari eerder dat jaar. Vervolgens werd besloten, dat de atlete van de Amerikaanse Maagdeneilanden haar zilveren medaille die zij behaalde op de wereldindoorkampioenschappen van 2010, terug moest geven.
Op de Olympische Spelen van 2012 in Londen was LaVerne Jones-Ferrette weer present. Ze nam deel aan zowel de 100 m en de 200 m. Op de 100 m verbeterde ze in de series het nationale record tot 11,07. In de halve finale werd ze uitgeschakeld met een tijd van 11,22. Op de 200 m werd ze in de halve finale uitgeschakeld met een tijd van 22,62. 
LaVerne Jones-Ferrette  studeert aan de University of Oklahoma.

## Persoonlijke records
Outdoor
| Onderdeel | Tijd                | Datum           | Plaats   |
| --------- | ------------------- | --------------- | -------- |
| 100 m     | 11,07 s (nat. rec.) | 3 augustus 2012 | Londen   |
| 200 m     | 22,46 s (nat. rec.) | 1 juni 2009     | Hengelo  |
| 400 m     | 51,47 s (nat. rec.) | 21 april 2007   | Lawrence |

Indoor
| Onderdeel | Prestatie | Datum            | Plaats       |
| --------- | --------- | ---------------- | ------------ |
| 50 m      | 6,14 s    | 14 februari 2012 | Liévin       |
| 60 m      | 6,97 s    | 6 februari 2010  | Stuttgart    |
| 200 m     | 23,16 s   | 14 maart 2003    | Fayetteville |
| 400 m     | 51,60 s   | 3 februari 2007  | Stuttgart    |

## Palmares

### 60 m
- 2006: 4e in ½ fin. WK indoor - 7,27 s
- 2008: 3e in ½ fin. WK indoor - 7,24 s
- 2010:  WK indoor - 7,03 s
- 2012: 1e in serie WK indoor - 7,21 s

### 100 m
- 2003: 8e CAC kampioenschappen
- 2004: 6e in ¼ fin. OS - 11,44 s
- 2005: 4e CAC kampioenschappen
- 2005: ?e in ½ fin. Universiade
- 2005: 7e in ¼ fin. WK - 11,51 s
- 2006:  Centraal-Amerikaanse en Caribische Spelen - 11,50 s
- 2007: 7e Pan-Amerikaanse Spelen
- 2008: 5e in ¼ fin. OS - 11,55 s
- 2009:  FBK Games - 11,13 s
- 2009: 7e Wereldatletiekfinale - 11,25 s
- 2012: 4e in ½ fin. OS - 11,22 s (in ¼ fin. 11,07 s = nat. rec.)

### 200 m
- 2004: 6e in ¼ fin. OS - 22,62 s
- 2005: 7e Universiade - 24,00 s
- 2005: 7e in ½ fin. WK - 23,62 s
- 2006: 4e Centraal-Amerikaanse en Caribische Spelen
- 2007: 8e in ½ fin. WK - 23,34 s
- 2008: 7e in ¼ fin. OS - 23,37 s
- 2009:  FBK Games - 22,46 s
- 2009: 3e in ½ fin. WK - 22,74 s
- 2009: 7e Wereldatletiekfinale - 22,90 s
- 2012: 4e in ½ fin. OS - 22,62 s
- 2016: 6e in serie OS - 23,35